# Vasily Stepanovich Kurochkin
Vasily Stepanovich Kurochkin ([tiếng Nga]: Васи́лий Степа́нович Ку́рочкин, 28 tháng 7 năm 1831 – 15 tháng 8 năm 1875) – nhà thơ, nhà văn, nhà báo, nhà hoạt động xã hội, người dịch Pierre-Jean de Béranger nổi tiếng của Nga.

## Tiểu sử
Vasily Kurochkin sinh ở Saint Petersburg. Làm thơ từ những ngày còn học ở trường sĩ quan nên gây được sự chú ý của thầy giáo I Vvedensky. Từ năm 1849 đến năm 1852 phục vụ trong quân đội Nga hoàng. In thơ từ năm 1848. Năm 1856 ra quân và chỉ hoạt động văn học. Năm 1858 in cuốn thơ dịch của Pierre-Jean de Béranger và trở thành nổi tiếng từ đó. Năm 1859 tham gia thành lập tạp chí Искра và bị Bộ trưởng Bộ nội vụ cách chức biên tập tạp chí này năm 1864. Vasily Kurochkin là người ủng hộ nhà cách mạng dân chủ Nikolay Gavrilovich Chernyshevsky và tích cực tham gia vào cách hoạt động bí mật, kết quả là năm 1866 phải ngồi tù 4 tháng ở pháo đài Petropavlovsky.
Vasily Kurochkin là nhà thơ nhạy cảm với những thay đổi trong xã hội và tích cực đấu tranh cho những thay đổi này. Cùng với Nicolay Nekrasov, Dmitry Minaev và nhiều nhà thơ khác, ông đã có đóng góp lớn trong việc phá bỏ những luật lệ của thơ ca quý tộc. Ngoài sáng tác thơ, ông còn viết những bài phê bình sắc bén và đặc biệt, rất thành công với những bản dịch thơ Pierre-Jean de Béranger, Victor Hugo, Henri-Auguste Barbier. Bản dịch của Pierre-Jean de Béranger đến nay vẫn còn giữ nguyên giá trị. Vasily Kurochkin mất ở Saint Petersburg.

## Một số bài thơ
| Mối âu lo say đắm Mang anh đến với tình Anh muốn nói cùng em Nhiều, thật nhiều, nhiều lắm. Nhưng con tim hà tiện Lời với người yêu thương Con cừu non đang nhìn Dại, dại khờ, dại lắm. Trong lòng cơn giá buốt Trên đôi má – hoa hồng Còn trong mắt để phòng Nước, nước mắt, nước mắt. Xa cách Ta chia tay: không nói lời, không rơi lệ Em không lộ ra dù chỉ một chút buồn Ta xa nhau muôn đời… nhưng giá mà với anh Em gặp lại còn có thể! Trước số phận cúi mình, không than phiền, không rơi lệ Không biết được rằng: làm nhiều cái ác cho em Anh có yêu em… nhưng giá mà với anh Em gặp lại còn có thể! Tiền Tôi sẽ dựng lâu đài trên sóng bạc Sẽ đếm bao nhiêu cát ở thảo nguyên Sẽ dùng trăng để kéo cả vầng trăng Nếu trên đời tôi gặp dù chỉ một Một người phụ nữ mà không hám tiền! Những nhà thơ, nhà văn hay thư ký Có thể ghét tiền bằng cả tấm lòng Nhưng phụ nữ thì không, không hề có! Phụ nữ - đối với những người đàn ông – Là quả chuông, chỉ vang lên một thứ. Ở khắp nơi ta đều nghe tiếng ngân: "Tiền! tiền! tiền!" – chỉ tiềng vang như thế. Bản dịch của Nguyễn Viết Thắng | Мчит меня в твои объятья Страстная тревога, - И хочу тебе сказать я Много, много, много.:: Но возлюбленной сердечко На ответы скупо. И глядит моя овечка Глупо, глупо, глупо. На душе мороз трескучий, А на щечках розы - И в глазах, на всякий случай, Слезы, слезы, слезы. В разлуке Расстались гордо мы; ни словом, ни слезою Я грусти признака тебе не подала. Мы разошлись навек... но если бы с тобою Я встретиться могла! Без слез, без жалоб я склонилась пред судьбою. Не знаю: сделав мне так много в жизни зла, Любил ли ты меня... но если бы с тобою Я встретиться могла! Деньги Я дворец воздвигну на морских волнах, Сколько есть песчинок я сочту в степях, Я зубами с неба притащу луну, Если в целом мире встречу хоть одну Женщину, в которой страсти к деньгам нет! Секретарь, квартальный, публицист, поэт Могут ненавидеть деньги всей душой; Женщина не может: в мире нет такой! Женщина - для нашей братьи, для мужчин - Колокол, в котором звук всегда один. И везде мы слышим колокольный звон: "Денег! денег! денег!" - благовестит он. |